# Josef Witiska
Josef Witiska (* 5. Juli 1894 in Iglau, Österreich-Ungarn; † 16. Oktober 1946) war ein österreichischer Jurist, SS-Standartenführer und Regierungsrat beim Sicherheitsdienst des Reichsführers SS (SD).

## Biografie
Witiska, Sohn eines Fleischhauers, schloss in seiner Heimatstadt seine Schullaufbahn am Gymnasium mit dem Abitur ab. Im August 1914 meldete sich Witiska als Kriegsfreiwilliger zur k.u.k. Armee und nahm ab Juni 1915 als Soldat am Ersten Weltkrieg teil. Während des Krieges war er bei Kriegsende an der italienischen Front als Flugzeugbeobachter im Rang eines Oberleutnants eingesetzt. Danach verblieb er in der Armee und wurde zum Fliegerhorst Pfalzdorf kommandiert. Anfang April 1920 begann seine Polizeilaufbahn in Graz. Zusätzlich studierte er Rechtswissenschaft und schloss das Studium 1922 mit Promotion zum Dr. jur. ab. Anfang Mai 1935 wurde Witiska zum Polizeirat und bald danach zum Regierungsrat ernannt.
Nach dem Anschluss Österreichs an das Deutsche Reich im März 1938 wurde Josef Witiska zur Gestapo in Graz versetzt. Hier wirkte er für die nationalsozialistische Ausrichtung der österreichischen Polizei. Nach dem Anschluss Österreichs an das Deutsche Reich wurde Witiska zur Gestapo in Graz versetzt. Witiska trat zum 1. Mai 1938 der NSDAP (Mitgliedsnummer 6.289.103) und schon zum 1. März 1938 der SS bei (SS-Nummer 422.296). Im September 1942 stieg Witiska zum Sturmbannführer und im November 1942 bereits zum Obersturmbannführer auf. Im Januar 1945 wurde Witiska noch zum SS-Standartenführer befördert.
Nach Ausbruch des Zweiten Weltkrieges war Witiska ab Juni 1941 stellvertretender Chef der Gestapo-Leitstelle in Prag. Im März 1943 wechselte Witiska als Nachfolger von Helmut Tanzmann ins Generalgouvernement und war dort als letzter Kommandeur der Sicherheitspolizei und des SD (KdS) „Galizien“ eingesetzt. In seinem Einfluss Bereich koordinierte Witiska auch die Erschießungen von Juden.
Ab dem 10. September 1944 war Witiska als Leiter der Einsatzgruppe H in der Slowakei eingesetzt. Im Zuge der durch die Einsatzgruppen und der mit ihr kooperierenden Hlinka-Garde einsetzenden Judenverfolgungen wurden allein knapp 9.000 Juden aus der Slowakei über Sammellager in die Konzentrationslager Auschwitz, Sachsenhausen und ins Ghetto Theresienstadt deportiert. Zusätzlich zu den in die Konzentrationslager überführten Juden gab es noch tausende weitere, darunter auch jüdische, Opfer. Witiska bekleidete ab Mitte November 1944 den Posten des Befehlshabers der Sicherheitspolizei (BdS) in der Slowakei.
Nach Kriegsende wurde er in der amerikanischen Besatzungszone festgenommen und interniert. Vor seiner Auslieferung in die Tschechoslowakei beging er Suizid. Das Landgericht Graz erklärte Witiska am 6. November 1947 amtlich für verstorben.